# Мрежа (објекат)
Мрежа је објекат који настаје преплитањем најчешће неког лако савитљивог конопца, влакна, жице и слично. Веома је корисна у свакодневним приликама и различито од намене праве се од одговарајући материјала. Због специфичности објекта односно испреплетености постоје и многа друга значења мреже у технологији, економији и тд.
Мреже су конструисала људска бића бар од периода мезолита за употребу у хватању или задржавању ствари. Њихова отворена структура обезбеђује лакоћу и флексибилност која им омогућава релативно лако ношење и манипулацију, што их чини вредним за методичке задатке као што су лов, риболов, спавање и ношење.

## Дефиниција
Мрежа се, у свом примарном значењу, састоји од нити или предива везаних и уплетених у структуру која блокира пролаз великих предмета, док пропушта мале предмете и течности. То захтева мање материјала од нечега налик на листове, и пружа одређени степен транспарентности, као и флексибилност и лакоћу.

## Историја
Најстарије пронађене мреже потичу из доба мезолита, али су мреже можда постојале и у ери горњег палеолита. Мреже су обично направљене од непостојаних материјала и остављају мало археолошких записа. Неке мреже су очуване у леду или мочварама, а има и глинених отисака мрежа.

## Израда и поправка мрежа
Првобитно су све мреже прављене ручно. Конструкција почиње од једне тачке за округле мреже као што су мреже за торбице, мрежасте торбе или мреже за косу, док се четвртасте мреже обично отпочињу од чеоног ужета. Линија је везана за уже у правилним интервалима, формирајући низ петљи. Ово се може урадити помоћу клизних чворова или других чворова, као што су детелинасти чворови. Следећи редови се затим обрађују помоћу савијања листова, као што је приказано на дијаграму, или другог чвора. Неке мреже, као што су висеће мреже, могу бити израђене од петљи, а не чворова.
Да би се избегло провлачење дуге нити лабавог канапа кроз сваки чвор, канап се намотава на шатл или иглу за мреже. Ово се мора урадити исправно како би се спречило да се уврће док се користи, али употреба шатла чини нето производњу много бржом. Мерач - често глатки штап - користи се да би петље биле исте величине, а мрежа уједначена. Први и последњи ред се обично праве помоћу мерача половине величине, тако да ће ивице мреже бити глатке. Постоје и мреже без чворова.
Неке мреже и даље обликују крајњи корисници, иако се мреже сада често машински праве.
Када је рупа поцепана у мрежи, у њој има мање рупа него пре него што је мрежа поцепана. Међутим, концентрација напрезања на ивицама рупе често доводи до даљег кидања мреже, што чини важним благовремене поправке. Ручно крпање мрежа је и даље важна вештина за оне који раде са њима.

## Материјали
Мреже се могу направити од скоро свих врста влакана. Традиционални мрежни материјали варирали су у зависноти од тога шта је било локално доступно; на пример, раноевропске рибарске мреже су често биле направљене од платна. Дуготрајна синтетичка влакна су сада прилично универзална. Најлонске монофиламентне мреже су провидне и стога се често користе за пецање и хватање.

## Употребе

### Транспорт
Примери укључују теретне мреже и мрежасте торбе. Неко поврће, попут лука, често се шаље на тржиште у мрежама.

### Спортови
Мреже се користе на спортским головима у играма као што су фудбал, кошарка, босабал и хокеј на леду. Мрежа одваја противнике у различитим спортовима са мрежом као што су одбојка, тенис, бадминтон и стони тенис, где лопта или лоптица морају да пређу преко мреже да би се остало у игри. Мрежа се такође може користити за сигурност током тренинга, као у крикету.

### Хватање животиња
Мреже за хватање животиња укључују мреже за риболов, мреже за лептире, мреже за птице и мреже за хватање као што су торбица и дугачке мреже. Неке, као што су маглене мреже, ракетне мреже и мрежне пушке, дизајниране су да не повреде ухваћене животињама. Могу се користити и камуфлажне мреже.

### Намештај
Висеће мреже, сигурносне мреже, и мреже за комарце су засноване на мрежама. Неки делови намештаја укључују мрежу затегнуту на оквир. Вишетрупни чамци могу имати мрежасте трамполине нанизане између трупа.

### Одећа
Мреже за косу, мрежаста чипка и мрежасти вез су кројачке мреже.

### Оружани сукоб
Противподморничке мреже и противторпедне мреже могу се постављати мрежополагачким бродовима.

## Врсте
Једна од првих примена је била у риболову где су прављене рибарске мреже. У пољопривреди се још и користе као заштитне ограде, заштита од града, заштита од птица, инсеката и тд. У великом броју спортова :
- тенис и одбојка - за одвајање два поља и за одређивање видине преко које играчи морају да пребаце лопту. Мрежа је такође саставни део тениског рекета али се прави од специјалних влакана како би омогућило изузетно јако ударање по лоптици
- фудбал и рукомет - стављена је са заднње стране голова како да би спречила лопту да оде превише далеко након гола, тако и да буде лакше уочљив погодак
- кошарка - стављена је на обручу како би се лакше приметило постизање коша

Такође у спортским објектима често се налазе заштитне мреже пре свега иза голова. Такође се могу користити у изради џакова или сличних направа за пребацивање терета који није растресит већ састављен од крупнијих комада.